# Fluoreto de molibdênio(IV)
Fluoreto de molibdênio(V) é um composto inorgânico de fórmula química MoF4.